# Neogastromyzon brunei
Neogastromyzon brunei är en fiskart som beskrevs av Tan 2006. Neogastromyzon brunei ingår i släktet Neogastromyzon och familjen grönlingsfiskar. Inga underarter finns listade i Catalogue of Life.